# Торфяновка (селище)
Торфяновка (фін. Ylä-Urpala, Юуля-Урпала) — прикордонний населений пункт в Виборзькому районі Ленінградської області, міжнародний автомобільний пункт пропуску (МАПП) на російсько-фінляндському кордоні. У напрямку Росії Автошлях А181 (Росія). З фінського боку кордону — автошлях 7 (на Гельсінкі); прикордонний перехід обслуговує КПП Ваалімаа. Основний потік (близько 2/3) вантажних автоперевезень між Фінляндією і Росією проходить через цей пропускний пункт.

## Населення
| 2007 | 2010 | 2017 |
| ---- | ---- | ---- |
| 299  | ↗413 | ↘309 |